# Verklista för Niccoló Paganini
Verklista för Niccoló Paganini.

## Orkesterverk

### Violinkonserter
- Violinkonsert Nr. 1 i D-dur, Op. 6 (1817)
- Violinkonsert Nr. 2 i b-moll, Op. 7 (1826) (La Campanella)
- Violinkonsert Nr. 3 i E-dur (1830)
- Violinkonsert Nr. 4 i d-moll (1830)
- Violinkonsert Nr. 5 i a-moll (1830)
- Violinkonsert Nr. 6 i e-moll (1815?)  Sista satsen färdigställd av okänd man.
- Le Streghe, Op. 8

## Kammarmusik
| Opus | Titel                      | Instrument                      | År | Tillägnad | Övrigt |
| ---- | -------------------------- | ------------------------------- | -- | --------- | ------ |
| 2    | 6 Sonater                  | violin och gitarr               |    |           |        |
| 3    | 6 Sonater                  | violin och gitarr               |    |           |        |
| 4    | 12 Kvartetter              | Violin, Gitarr, Viola och Cello |    |           |        |
| 14   | 60 Variationer på Barucaba | violin och gitarr               |    |           |        |
|      | 18 Centone di Sonate       | violin och gitarr               |    |           |        |

## Violin
- 24 Capriccio för solo violin, Op.1